# LAB (zespół muzyczny)
LAB – fiński zespół muzyczny, wykonujący rock alternatywny, założony w 1997 roku w Helsinkach. Zdobył popularność za sprawą umieszczenia jego singla „Beat the Boys” na ścieżce dźwiękowej gry komputerowej FlatOut (jest odtwarzany podczas intro i w czasie gry).
Zespół składa się z pięciu osób. Dwoje jego członków, Ana i Johannes Leppälä to rodzeństwo.

## Skład
Na podstawie.
Obecny skład zespołu
- Ana Leppälä - wokal
- Johannes Leppälä - gitara
- Pekka „Splendid” Laine - gitara
- Kirka Sainio - gitara basowa
- Masa - perkusja

## Dyskografia
Albumy studyjne
| Tytuł             | Dane dot. albumu                                                    | Pozycja na liście |
| Tytuł             | Dane dot. albumu                                                    | FIN               |
| ----------------- | ------------------------------------------------------------------- | ----------------- |
| Porn Beautiful    | - Data: 13 marca 2000 - Wydawca: Terrier/BMG                        | 34                |
| Devil Is a Girl   | - Data: 3 października 2002 - Wydawca: Terrier/BMG, Drakkar Records | 14                |
| Where Heaven Ends | - Data: 28 lutego 2005 - Wydawca: Terrier/Sony BMG, Drakkar Records | 24                |

Single
| 1999                                     | „'Til You’re Numb”       | —  | Porn Beautiful    |
| 1999                                     | „Get Me a Name”          | —  | Porn Beautiful    |
| 2000                                     | „Killing Me”             | —  | Porn Beautiful    |
| 2000                                     | „Isn’t He Beautiful”     | —  | Porn Beautiful    |
| 2002                                     | „Beat the Boys”          | 12 | Devil Is a Girl   |
| 2003                                     | „Machine Girl”           | —  | Devil Is a Girl   |
| 2005                                     | „When Heaven Gets Dirty” | 9  | Where Heaven Ends |
| 2005                                     | „Love Like Hell!”        | —  | Where Heaven Ends |
| „—” oznacza, że singel nie był notowany. |                          |    |                   |

Teledyski
| Rok  | Tytuł                    | Realizacja                                | Album             | Źródło |
| ---- | ------------------------ | ----------------------------------------- | ----------------- | ------ |
| 2001 | „'Til You’re Numb”       | BMG Finland Oy                            | Porn Beautiful    | [ 16 ] |
| 2002 | „Beat the Boys”          | BMG Finland Oy                            | Devil Is a Girl   | [ 17 ] |
| 2002 | „Machine Girl”           | BMG Finland Oy                            | Devil Is a Girl   | [ 18 ] |
| 2005 | „When Heaven Gets Dirty” | Sony BMG Music Entertainment (Finland) Oy | Where Heaven Ends | [ 19 ] |